# Cisita Joity Jansen
Cisita Joity Jansen (* 31. Oktober 1990 in Indonesien) ist eine deutsche Badmintonspielerin indonesischer Herkunft.

## Karriere
Cisita Jansen erlernte das Spiel mit dem Federball beim PB Djarum. Nach ihrem Wechsel nach Deutschland startete sie für den  SV Fun-Ball Dortelweil in der Bundesliga. In den Einzeldisziplinen wurde sie bei den Dutch International 2012 Dritte und bei den Slovenia International 2013 Zweite. Bei den Polish International 2014 belegte sie Rang drei. 2014 siegte sie auch bei den Turkey International und den Finnish International. Im folgenden Jahr erreichte Jansen in drei internationalen Turnieren die besten Drei im Mixed mit ihrem Bruder Jones Ralfy Jansen. Beim Dutch International 2016 erreichte sie das Halbfinale im Mixed und konnte die folgende Ausgabe mit Birgit Michels im Damendoppel gewinnen. Mit dem 1. BC Bischmisheim wurde Jansen in der Bundesliga-Saison 2016/17 Vizemeister und gewann in den beiden folgenden Spielzeiten die Meisterschaft.

## Sportliche Erfolge
| Jahr | Veranstaltung               | Platz | Disziplin   |
| ---- | --------------------------- | ----- | ----------- |
| 2011 | Colombia International 2011 | 3.    | Damendoppel |
| 2012 | Dutch International 2012    | 3.    | Damendoppel |
| 2013 | Slovenia International 2013 | 2.    | Mixed       |
| 2014 | Polish International 2014   | 3.    | Mixed       |
| 2014 | Finnish International 2014  | 1.    | Mixed       |
| 2014 | Turkey International 2014   | 1.    | Mixed       |
| 2015 | Romanian International 2015 | 2.    | Mixed       |
| 2015 | Orléans International 2015  | 3.    | Mixed       |
| 2015 | Slovenia International 2015 | 3.    | Mixed       |
| 2016 | Dutch International 2016    | 2.    | Mixed       |
| 2017 | Dutch International 2017    | 1.    | Damendoppel |
| 2017 | Bundesliga-Saison 2016/17   | 2.    | Mannschaft  |
| 2018 | Bundesliga-Saison 2017/18   | 1.    | Mannschaft  |
| 2019 | Bundesliga-Saison 2018/19   | 1.    | Mannschaft  |